# Samuel C. Bradford
Samuel Clement Bradford (Londres, 10 gener 1878 – 13 novembre 1948) fou un matemàtic britànic, bibliotecari i documentalista al Science Museum de Londres. Desenvolupà la "Llei de Bradford" (o la "Llei de dispersió") de la literatura científica pel que fa a les diferències de demanda de les revistes científiques. Aquest treball influí en la bibliometria i en l'anàlisi de citacions de les publicacions científiques. Bradford va fundar durant els anys 1920 i 1930 la British Society for International Bibliography (BSIB), on va dur a terme el desenvolupament de la seva llei, i l'any 1927 i va ser elegit president de la Federació Internacional d'Informació i Documentació (FID) el 1945. Bradford fou un fort defensor de la Classificació Decimal Universal i d'establir la necessitat dels abstracts en la literatura científica.

## Biografia
Samuel Clement Bradford es va graduar a la Universitat de Londres. A la década del 1890 va obtenir el doctorat de Ciència. Tot i no haver estudiat Biblioteconomia ni Literatura, va dirigir la biblioteca científica del sud de Kensington fins a la seva jubilació el desembre de 1937. Aquesta biblioteca es va convertir en la biblioteca científica i tecnològica més gran del món.
Des de l'inici de la seva carrera bibliotecària, Bradford va reconèixer la importància de la recuperació de la informació, i degut a l'augment de les publicaciones científiques, va afirmar que una recuperació més ràpida només seria possible a través de l'as d'estàndards més descriptius i sistemes de clasificación detallats. Va ser en aquell moment, on va veure un valor especial a un sistema de classificació creat per Enrique La Fontaine i Paul Otlet, més conegut com Classificació Decimal Universal.
Ell va participar en l'edició de "Universal Decimal Classification" (Classificació Decimal Universal), a més a més, va defensar i promocionar l'ús de la UDC.
Després de desenvolupar la British Society, va estar desenvolupant també la seva llei de la disperssió. La lei, que incorpora el seu nom, és un desenvolupament important en els anàlisis biomètrics i de cites. Al demostrar la difusió constant de les publicacions científiques, va ser escolio president de la Federació Internacional d'Informació i Documentació el 1945.
Va ser el director de la "International Committee of Taxonomy" (Comité Internacional de Taxonomia).

## Llei de Bradford
La Llei de Bradford o Llei de distribució, va ser publicada l'any 1948 com un capítol del seu llibre "Documentation", però la idea ja la tenia preconcebuda des de l'any 1934.
Aquesta llei s'origina per la preocupació de Samuel de la inadequada indexació i realització de resums, així com la falta d'accessibilitat a la literatura, per la qual cosa es dedueix per a l'època una gran deficiència en el control bibliogràfic la qual cosa va preocupar a Bradford, per aquesta raó a examinar l'extensió que veritablement se li dona als articles en les publicacions periòdiques dedicades a diversos temes, d'aquesta manera les seves observacions li va permetre la formulació de la Llei de dispersió.
La llei analitza a distribució de les revistes i els articles que la componen, preocupant-se així per la dispersió de la literatura a una temàtica específica, i, posteriorment, coneguda i identificada com la Llei de dispersió bibliográfica, o també anomenada Llei matemàtica de Bradford.
La Llei de Bradford va significar sens dubte un gran avanç en les tècniques bibliomètriques ja que es comença a establir com un indicador fix bibliomètric per a avaluar la productivitat de les revistes, per a molts autors reconeguts en la matèria va representar també un basament per a noves perfeccions, sobretot en el camp de l'aplicació d'aquesta Llei en el moment de la concentració de tècniques estadístiques i la representació gràfica.